# Locmélar
Locmélar (tiếng Breton: Lokmelar) là một xã của tỉnh Finistère, thuộc vùng Bretagne, miền tây bắc Pháp.

## Dân số
Người dân ở Locmélar được gọi là Locmélariens.